# Wrath of the Black Manta
Wrath of the Black Manta (Japans: 忍者ＣＯＰサイゾウ, Romaji: Ninja COP sai zō) is een computerspel dat werd ontwikkeld door A.I. en uitgegeven door Taito Corporation. Het spel kwam in 1990 uit voor het platform Nintendo Entertainment System. In New York worden kinderen ontvoerd tegen gansters. De speler neemt het als ninja op tegen deze gangsters. De speler beschikt over vijf aanvalsmethoden, namelijk: werpsterren, speciale ninjutsu vechttechnieken, magische toverspreuken en een methode om gangsters eerst te ondervragen. Het spel wordt gespeeld als zijwaarts scrollend spel in de derde persoon met uitzondering van het laatste level waarbij het perspectief in de eerste persoon is.

## Ontvangst
| Beoordeeld door       | Datum             | Score |
| --------------------- | ----------------- | ----- |
| VideoGame             | maart 1991        | 80%   |
| Mean Machines         | november 1990     | 73%   |
| Power Play            | augustus 1991     | 59%   |
| The Video Game Critic | 15 januari 2008   | 58%   |
| 1UP!                  | 24 september 2012 | 56%   |
| GameCola.net          | september 2002    | 45%   |